# Louis R. Hughes
Louis R. Hughes (* 10. Februar 1949 in Cleveland, Ohio) ist ein US-amerikanischer Manager.
Hughes erhielt 1971 den Bachelor of Mechanical Engineering und der Kettering University und machte den MBA 1973 an der Harvard University. Er war von 1973 bis 2000 bei General Motors angestellt, wo er verschiedene Positionen in den USA und Übersee, u. a. bei Opel bekleidete. Von 1992 bis 2000 war er Executive Vice President und Mitglied des GM President’s Council. Damit war er als einer der sechs führenden Mitarbeiter des Unternehmens mitverantwortlich für strategische, finanzielle und personelle Entscheidungen. Ferner war Hughes in zahlreichen Unternehmen in leitenden Positionen tätig, wie z. B. Deutsche Bank, Alcatel-Lucent, Lockheed Martin, OutPerformance und ist seit 2011 Vorsitzender von InZero Systems.
Von 2004 bis 2005 war er im Außenministerium der USA tätig als Chief of Staff der Afghanistan Reconstruction Group.

## Auszeichnungen
- 1992: Das Goldene Lenkrad Ehrenpreis
- 1993: Vernon A. Walters Award